# Tari (Papua-Neuguinea)
Tari ist eine kleine Stadt im Hochland von Papua-Neuguinea mit über 8000 Einwohnern (Volkszählung 2000). Sie ist Hauptstadt der Provinz Hela.

## Geografie
Tari liegt am Tebi River, einem Nebenfluss des Tagari River, der seinerseits in den Kikori River mündet und gehört damit hydrologisch zur Südseite der Insel. In 1500 m Höhe gelegen, besitzt der Ort ein angenehmes, ständig frühlingsmildes Klima.
Die nächsten Orte sind Porgera 40 km im Norden, Mount Hagen 100 km im Osten und Mendi 50 km im Südosten.

## Bevölkerung
Das Volk der Huli ist bereits seit über 1000 Jahren in diesem Gebiet ansässig. Erst 1936 gab es erste Kontakte mit Europäern und 1951 mit offiziellen Behörden.
Die Menschen sprechen Huli und Tok Pisin. Mehr als 60 % sind Analphabeten, Alkoholismus ist weit verbreitet, trotz der verordneten Prohibition.

## Wirtschaft
Die Einheimischen lebten traditionell vom Wanderfeldbau und der Jagd. Im Rahmen des Papua-Newguinea LNG Projects werden seit 2010 in der Umgebung Gasfelder erschlossen – das Gasfeld "Hides" ist ungefähr eine halbe Stunde Autofahrt entfernt. Die wirtschaftliche Belebung geht noch nicht mit einer Verbesserung der Infrastruktur einher, so gibt es in der Stadt 2013 noch keine Bank.

## Verkehr
Ein Rollfeld erlaubt Flugverkehr. Eine Straße führt nach Norden und nach Südosten zur Nachbarstadt Mendi.